# De Polders
De Polders, Poldervlakte of Polderstreek, ook wel 't Blote genoemd (in tegenstelling tot het Houtland), is een geografische streek in België, Nederland en Frans-Vlaanderen. Ze ligt achter de duinen tot gemiddeld een vijftiental kilometer landinwaarts en wordt, zoals de naam het zegt, gevormd uit polders. De bodem bestaat er hoofdzakelijk uit klei, zand en veen. De streek strekt zich uit van  het Blootland rond Duinkerke over heel het onmiddellijk achterland van de Belgische kust, heel Zeeuws-Vlaanderen, ten noorden van Eeklo, het Waasland en de noordwestelijke hoek van de provincie Antwerpen.
Ten zuiden van de lijn Brugge-Antwerpen worden de Polders begrensd door de Zandstreek, in het zuidwesten de Zandleemstreek en tegen het uiterste oosten liggen de Kempen.
Het gebied wordt gekenmerkt door zijn vlak en landelijk karakter, doorkruist door een netwerk van grachten om het land te draineren. Daarnaast valt de versnippering van het landschap op: zonevreemde woningen en andere gebouwen staan verspreid over het platteland. 
Grote stukken van het gebied ontstonden door indijking, waarbij land werd drooggelegd en dijken werden gebouwd om overstromingen door de zee tegen te gaan. De Polders hebben een microreliëf met langgerekte kreekruggen (3 à 4 meter) en komgronden (depressies van 1 à 2 meter diep). De meeste van die kreekruggen hebben een zanderige ondergrond, waarop vroeger de meeste boerderijen gebouwd werden. De lagere gebieden hebben vooral vochtige kleigronden. Delen zijn beschermd als Natura 2000-gebied 'Polders' (BE2500002).
In Nederland staan het polderland bekend als de zeekleigebieden, in Duitsland spreekt men over Marschland, in Frankrijk over marais. Een afzonderlijke polder wordt in het Duits een Koog genoemd.

## Deelgebieden
Naar periode van indijking worden verschillende gebieden onderscheiden:
- Oudland, uit de 8ste tot 11de eeuw, ligt vooral ten westen van de IJzer, ook het gebied tussen Oostende en Blankenberge en een klein gebiedje ten noorden van Damme.
- Middelland, na de 11de eeuw, beslaat bijna alle overige polders, met uitzondering van de IJzermonding in Nieuwpoort en het Zwin.
- Historische Oostendse Polders uit de 17de en 18de eeuw, Tijdens het Beleg van Oostende werden de duinen doorstoken waardoor het hinterland tot aan Zandvoorde, Snaaskerke, Stene en Leffinge onder water kwam. Lange tijd werd dit overstroomd gebied nog gebruikt als spoeldok voor de Oostendse haven. Deze polders zijn grofweg begrensd tussen het kanaal Plassendale-Nieuwpoort, Kanaal Brugge-Oostende, de stad Oostende en de weg Oostende - Torhout.[1]
- Nieuwland, uit de 18de en 19de eeuw, ontstond na de indijking van het Zwin en de IJzer.

## Afbeeldingen

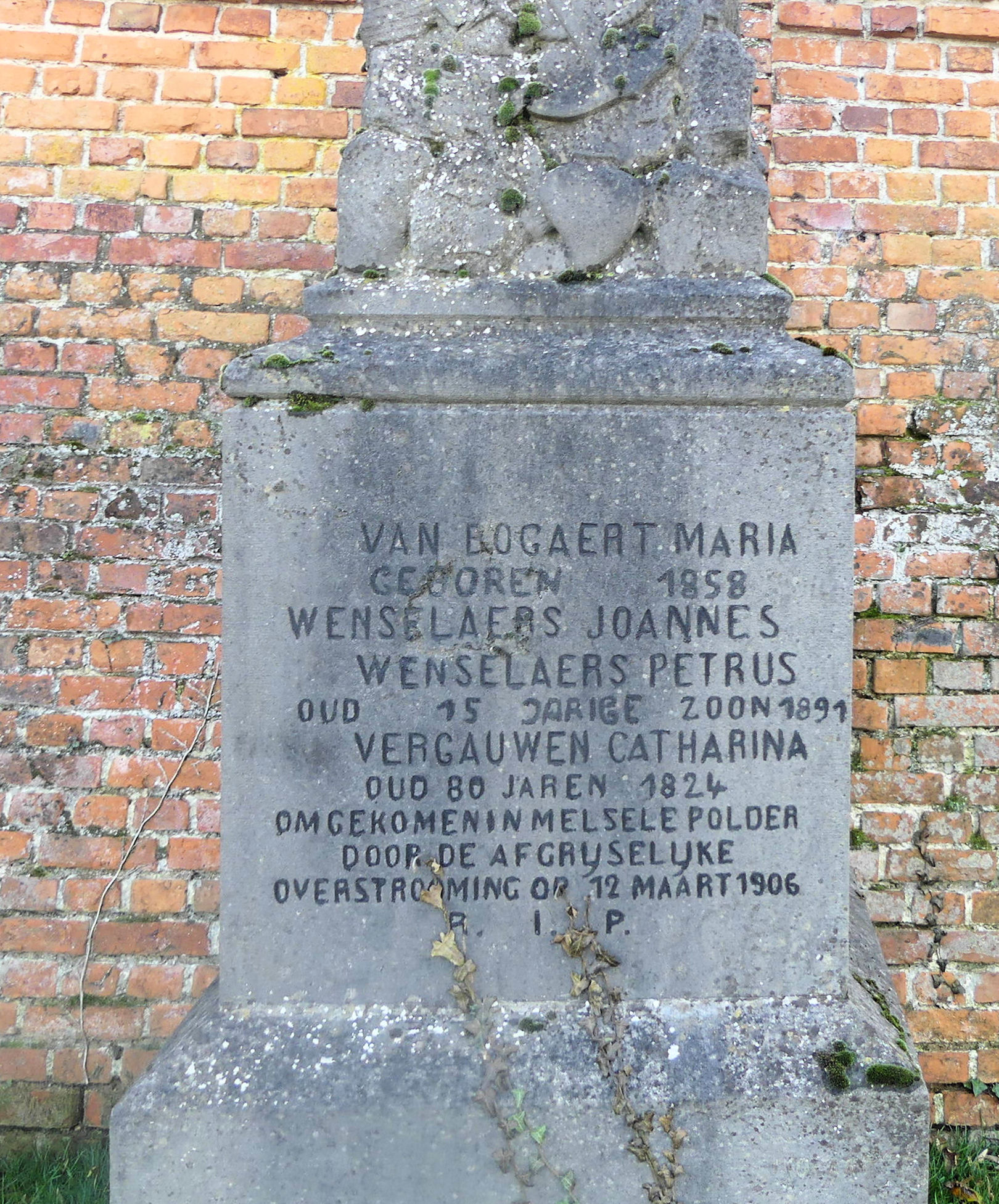
In 1906 braken de polderdijk te Melsele, en verdronken verschillende mensen.
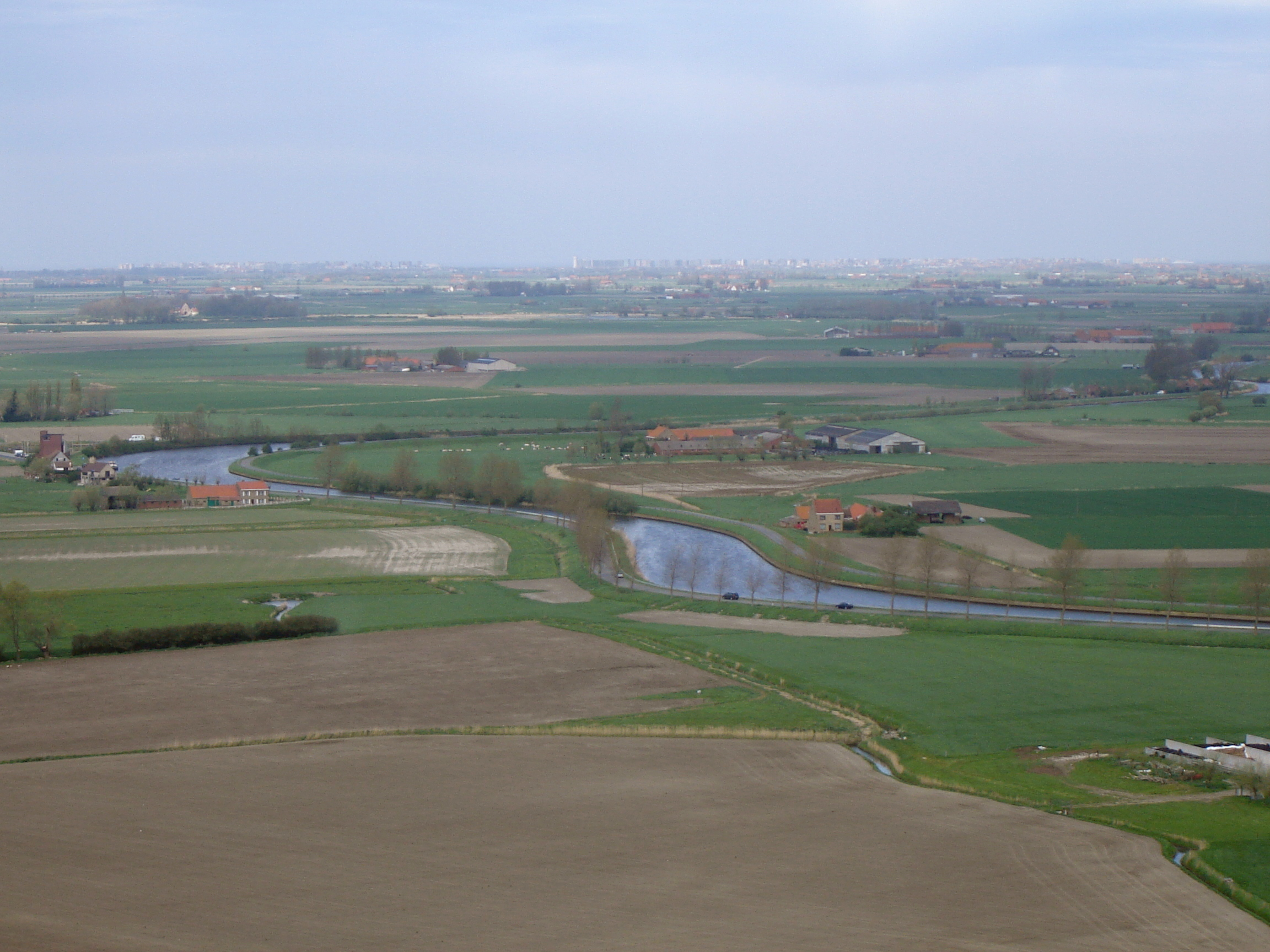
Zicht op de Polders rond Diksmuide; centraal de IJzer; aan de horizon de Belgische kust
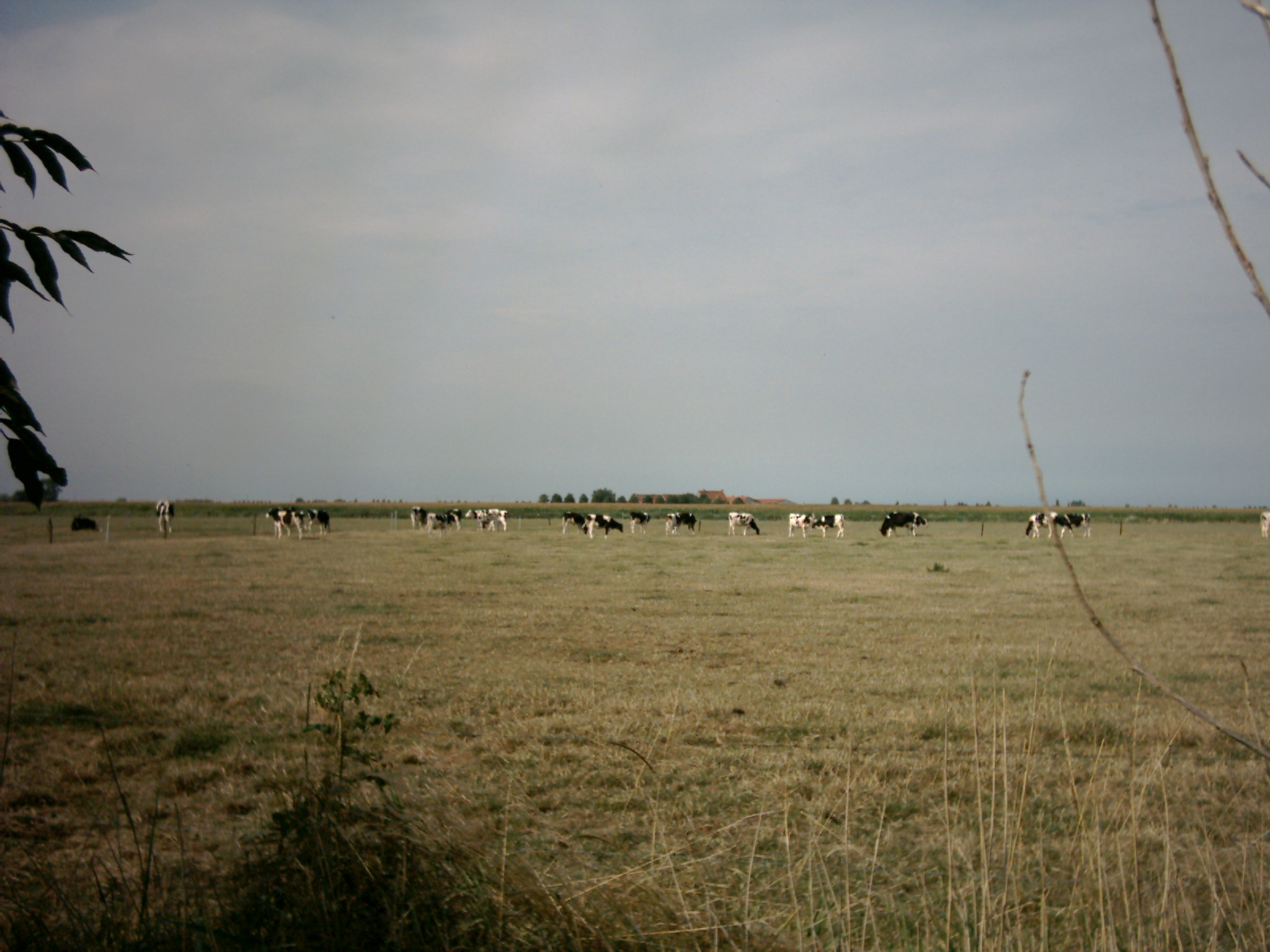
Zicht op de Polders, rond Diksmuide
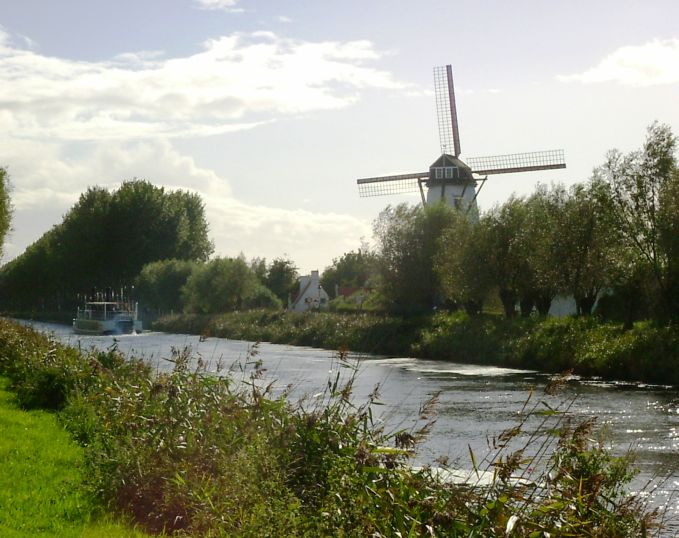
Damse vaart, rond Damme